# Panicum fluviicola
Panicum fluviicola är en gräsart som beskrevs av Ernst Gottlieb von Steudel. Panicum fluviicola ingår i släktet vipphirser, och familjen gräs. Inga underarter finns listade i Catalogue of Life.